# Иса (город)
Иса (яп. 伊佐市 Иса-си) — город в Японии, находящийся в префектуре Кагосима. Площадь города составляет 392,36 км², население — 27 500 человек (1 августа 2014), плотность населения — 70,09 чел./км².

## Географическое положение
Город расположен на острове Кюсю в префектуре Кагосима региона Кюсю. С ним граничат города Идзуми, Эбино, Минамата, Хитоёси, посёлки Юсуй, Сацума и село Кума.

## Население
Население города составляет 27 500 человек (1 августа 2014), а плотность — 70,09 чел./км². Изменение численности населения с 1980 по 2005 годы:
| 1980 | 38 310 чел. |  |
| 1985 | 37 483 чел. |  |
| 1990 | 36 146 чел. |  |
| 1995 | 35 007 чел. |  |
| 2000 | 33 508 чел. |  |
| 2005 | 31 499 чел. |  |

## Символика
Деревом города считается Chamaecyparis obtusa, цветком — цветок сакуры.